# Mikrospódnica

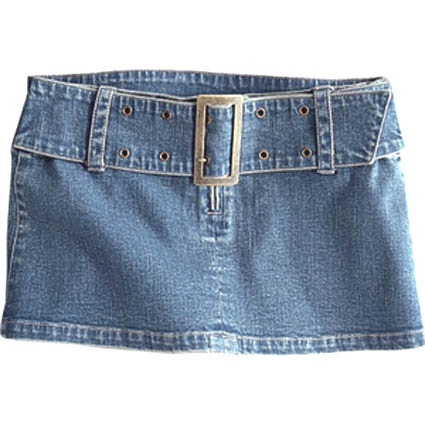
Mikrospódnica

Mikrospódnica, mikrospódniczka (ang. microskirt) – bardzo krótka spódnica, która jest dłuższa niż taśma, ale krótsza niż minispódniczka. Jej długość wynosi zwykle od 13 do 20 cm. Spódnica tej długości odsłania zwykle część ud i pośladków. Aby tego uniknąć, mikrospódnica często noszona jest z rajstopami lub legginsami.